# Schuppenorden
Der Schuppenorden, auch Orden der Schuppe (del Scama) und Orden der Fischschuppe genannt, ist 1427 durch König Don Juan II von Kastilien gestiftet worden. Auch wird 1417 als Stiftungstermin genannt.
Andere Quellen nennen den Stiftungstermin 1420 und beschreiben das Ordenszeichen als ein auf dem Helm getragenes Ordenszeichen. Es wurde zusätzlich auf dem weißen Ordensmantel als himmelblaues geschupptes Kreuz getragen. Es wird auch als Stiftungsjahr 1318 angegeben und der Ordenszweck war die Verteidigung der katholischen Religion und die Bekämpfung der Mauren. Ein anderer Autor datiert den Orden auf 1429.
Ordenszeichen war rotes Schuppenkreuz, das auf einem weißen Rock und Mantel getragen wurde. Andere Darstellungen beschreiben die Ordensdekoration als einen geschuppten Ring mit mittig gelegtem gevierten Wappen in Rot-Silber. Anfang des 16. Jahrhunderts ist der Ritterorden erloschen.
Über dem Wappen der Parsberger waren die vier Insignien der mittelalterlichen Ritterorden in der ersten Reihe angebracht: Lindwurmorden und Drachenorden. Die zweite Reihe zeigte den Schuppenorden und einen nicht bestimmbaren. Vermutet wird, dass dieser Orden der „Gesellschaft“ des Grafen von Savoyen zugeordnet werden kann.

## Bekannte Träger
- Georg von Ehingen